# Bunraku
El bunraku (文楽?) es el nombre genérico por el que es conocido el teatro de marionetas japonés Ningyō jōruri (人形浄瑠璃?) (marionetas e historias contadas). Se caracteriza por la unión de tres artes escénicas distintas, las marionetas (ningyō), la recitación (jōruri) a cargo del recitador (tayū) y la música del shamisen.
El teatro de marionetas Ningyo Johruri Bunraku fue originalmente proclamado en 2003 e inscrito en 2008 en la Lista representativa del Patrimonio Cultural Inmaterial de la Humanidad de la Unesco.

## Orígenes
El origen de las marionetas en Japón no se conoce con exactitud, la mayor parte de los estudios coinciden que las marionetas participaban de antiguos rituales religiosos sirviendo como vehículo para hacer llegar plegarias a los dioses, o bien, el manipulador actuando como médium era poseído por un dios. Este tipo de uso aún hoy día es frecuente en zonas rurales, en las que la marioneta sirve para proteger a los niños de enfermedades, y en templos del noroeste de Japón, reforzando la idea de los especialistas. Las figuras humanas representadas como muñecos o marionetas, independientemente si tienen movimiento o no, reciben en Idioma japonés el nombre de ningyō, cuyo significado literal es “figura humana”.

## La marioneta

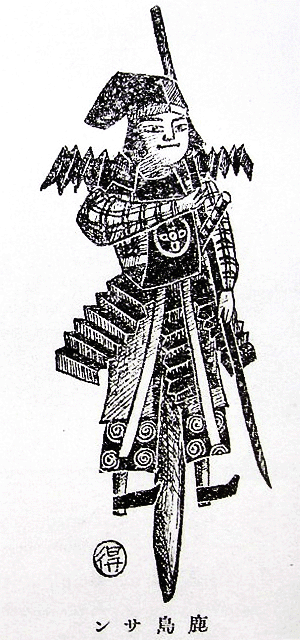
Marioneta de varilla japonesa.

Las marionetas eran simples y de tamaño modesto en su origen, operadas con una sola mano, muy diferentes de las marionetas chinas que ya disponían de complejos mecanismos en el siglo X. El interés por los mecanismos no despertaría hasta finales del siglo XVI, a pesar de la existencia de algunas marionetas importadas desde China, y que podrían haber influido en el posterior desarrollo de las pequeñas marionetas del siglo VIII hacia las formas más complicadas y de mayor tamaño del siglo XVIII. En los inicios, las marionetas eran manipuladas por una sola persona y consistían en una cabeza y un vestido que el mismo manipulador construía. La evolución de las marionetas alcanzaría su forma definitiva en 1740, gracias a la introducción de mejoras técnicas, que ampliaban las posibilidades de expresión y movimiento en la escena.

### Clasificación de las marionetas
Las marionetas se clasifican siguiendo diferentes criterios, una de ellas es por el número de manipuladores necesarios para operar con ella. Los papeles más importantes necesitan de tres personas, mientras que para los papeles secundarios un solo operador basta para su manejo.
Otra de las divisiones, en general la más común según el tipo de cabeza de la marioneta y distingue en personajes femeninos y masculinos, y por la edad, clase social, personalidad y papel en la obra. Entre los personajes principales más representados se encuentran:
- danshichi, caracteres fuertes.
- kenbishi, oficiales.
- komei, héroe.
- wakaotoko, joven adolescente y guapo.
- fukeoyama, madrastra.
- okusan, esposa, hermanas y ancianas.